# Pichia
Genre
Pichia est un genre de champignons de la famille des Pichiaceae.

## Liste d'espèces
Selon GBIF (3 décembre 2023) :
- Pichia barkeri Phaff, Starmer, Tredick & V.Aberdeen
- Pichia bovicola J.Angchuan & N.Srisuk
- Pichia bruneiensis Sipiczki, 2012
- Pichia cactophila Starmer, Phaff, M.Miranda & M.W.Mill.
- Pichia cecembensis Bhadra, R.Sreen.Rao & Shivaji
- Pichia cephalocereana (Phaff, Starmer & Tredick) Kurtzman, Robnett & Bas.-Powers
- Pichia chibodasensis R.Kobayashi, A.Kanti & H.Kawasaki, 2017
- Pichia deserticola Phaff, Starmer, Tredick & M.Miranda
- Pichia dushanensis F.L.Hui, Y.C.Ren, S.T.Liu & Y.Li, 2015
- Pichia eremophila (Phaff, Starmer & Tredick) Kurtzman, Robnett & Bas.-Powers
- Pichia exigua (Phaff, M.W.Mill. & M.Miranda) Kurtzman, Robnett & Bas.-Powers
- Pichia farinosae (Linder) Hansen
- Pichia fermentans Lodder
- Pichia galeiformis A.Endo & Goto
- Pichia garciniae Bhadra & Shivaji
- Pichia gijzeniarum M.Groenew. & M.T.Sm.
- Pichia hansen H.G.Hansson
- Pichia heedii Phaff, Starmer, M.Miranda & M.W.Mill.
- Pichia insulana Ganter, Cardinali & Boundy-Mills, 2010
- Pichia kluyveri Bedford ex Kudryavtsev
- Pichia megalospora Kuraishi
- Pichia membranaefaciens (E.C.Hansen) E.C.Hansen
- Pichia membranifaciens (E.C.Hansen) E.C.Hansen
- Pichia membranifaeiens (E.C.Hasen) E.C.Hasen et al., 1904
- Pichia methanothermo Minami & Yamamura
- Pichia myanmarensis Nagats., H.Kawas. & T.Seki
- Pichia nakasei J.A.Barnett, R.W.Payne & Yarrow
- Pichia nanzhaoensis F.L.Hui & K.F.Liu
- Pichia nongkratonensis Nakase & Jindam.
- Pichia norvegensis Leask & Yarrow
- Pichia occidentalis (Kurtzman, M.J.Smiley & C.J.Johnson) Kurtzman, Robnett & Bas.-Powers
- Pichia paraexigua W.L.Gao, K.F.Liu, L.G.Yao & F.L.Hui
- Pichia porticicola Ninomiya, Mikata, Nakagiri, Nakase & H.Kawas.
- Pichia pseudocactophila Holzschu, Phaff, Tredick & Hedgec.
- Pichia punctispora (Mélard) Stell.-Dekk.
- Pichia rarassimilans Endoh, M.Suzuki, Omoto & Benno
- Pichia scaptomyzae C.Ramírez & A.E.González
- Pichia scutulata Phaff, M.W.Mill. & M.Miranda
- Pichia sporocuriosa G.Péter, Tornai-Leh., Dlauchy & Vitányi
- Pichia terricola Van der Walt
- Pichia uvarum Verona & Luchetti
- Pichia vini Zimm. ex Phaff